# Alexander Roderick McLeod
Alexander Roderick McLeod (c. 1782 - 11 de junio de 1840) fue un comerciante de pieles y explorador canadiense recordado por haber participado en la exploración del noroeste del Pacífico, en lo que hoy son el estado de Oregón y el norte del estado de California.
McLeod inició su carrera como comerciante de pieles en la Compañía del Noroeste (North West Company, NWC) en 1802. 
Se convirtió en comerciante y líder de brigada con la Compañía de la Bahía de Hudson (Hudson Bay Company, o HBC), dirigida por sir George Simpson, después de que la compañía se fusionase con la NWC en 1821. Participó  activamemente en la consolidación de la función de HBC en el noroeste del Pacífico y fue decisivo como apoyo a la expedición de George Back al Ártico, así como en el establecimiento de la ruta de Siskiyou (Siskiyou Trail) entre Fort Vancouver y el Valle de Sacramento de California.
Con base en Fuerte Vancouver, McLeod exploró los ríos Umpqua y Rogue en 1826-1828. Preparaba su brigada para otra salida en julio de 1828 cuando el explorador estadounidense Jedediah Smith llegó allí después de que la mayoría de su partida hubieran sido asesinados por nativos umpqua en la zona que hoy es parte del estado de Oregón. El factor jefe John McLoughlin reasignó la brigada de McLeod, incluyendo al rastreador e intérprete Michel Laframboise, para que volviese con Smith al Umpqua para buscar sobrevivientes y tratar de recuperar los caballos, pieles y suministros de la expedición. Gran parte de los pertrechos de Smith se recuperaron, incluyendo su diario, pero quince de los diecinueve hombres de Smith habían sido asesinados. Los mapas de Smith ayudaron a Mcleod en las exploraciones posteriores que realizó en lo que ahora es el norte del estado de California.
Alexander McLeod era un rebelde a los ojos de la HBC, pero era un empleado importante que sirvió a la compañía en muchas circunstancias y entornos. No fue tenido en cuenta para un puesto como jefe de factores, algo que esperaba y sintió que se había ganado. John Ballenden, uno de sus yernos que se había casado con su hija Sarah, logró este puesto en la compañía.